# Fred Perry (marca)
Fred Perry es una marca de ropa deportiva de lujo del Reino Unido fundada el año 1952, creada por el tenista Fred Perry y el futbolista Tibby Wegner. Tiene la sede en Londres y está dirigida por John Flynn.

## Historia

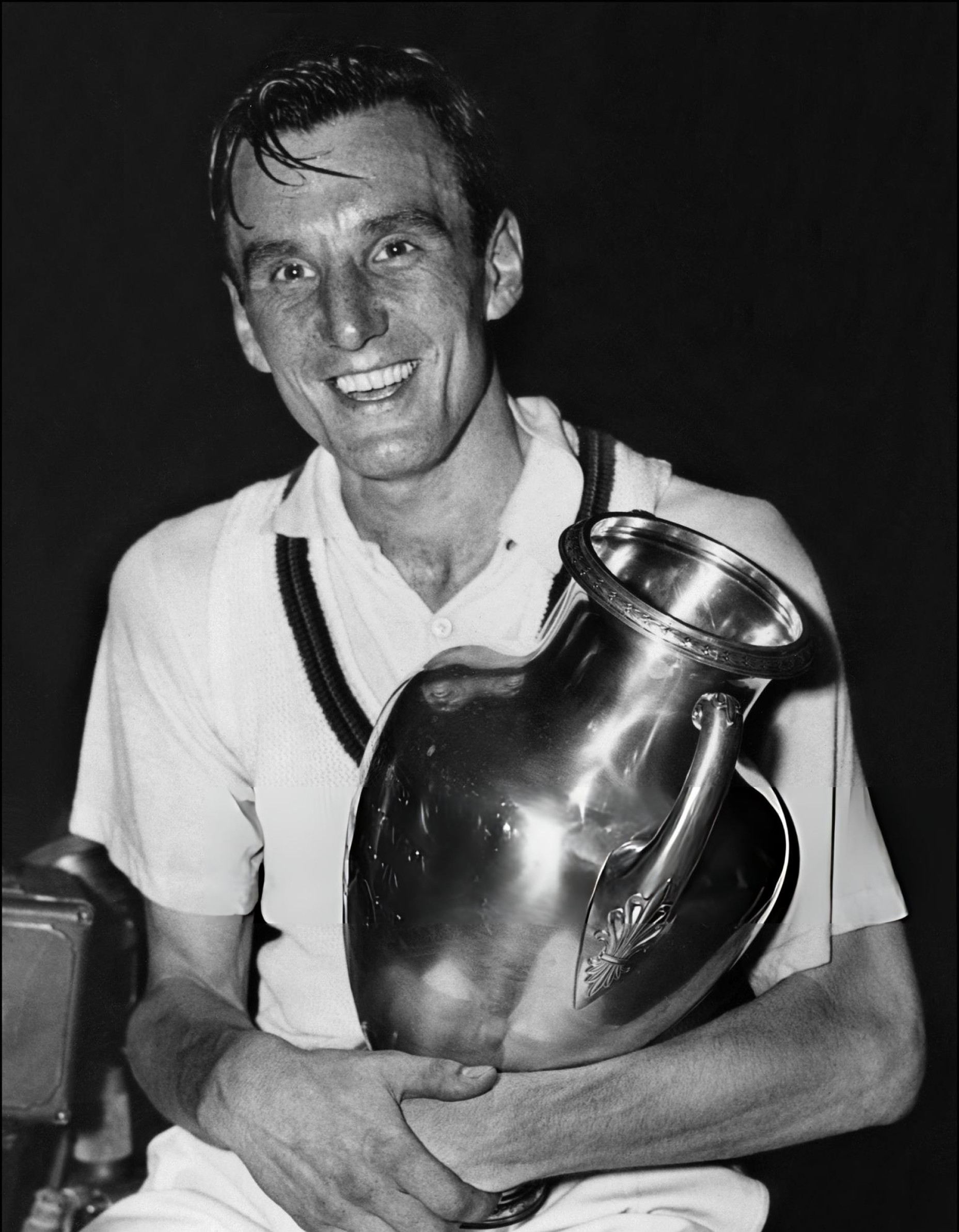
Fred Perry, en una imagen de los años 1930.

A finales de la década de 1940, Fred Perry unió fuerzas con el futbolista austríaco Tibby Wegner. Los dos hombres hacen negocios juntos y se dan a conocer con la invención de la muñequera altamente absorbente, un ingenioso accesorio adoptado posteriormente por muchos tenistas para proteger su raqueta de la transpiración. Años después, en 1952, lanzaron la marca Fred Perry, empezando por fabricar ropa especialmente diseñada para jugar tenis. Desde sus inicios, tuvo como logotipo un laurel en corona triunfal que en sus prendas, lucía bordado. Entre sus primeras piezas de ropa, tuvo especial éxito su polo liso con bandas a colores en el cuello y las mangas, siendo uno de sus productos más reconocibles. El éxito de la marca dentro del tenis, llegó lograr que más del 90% de los tenistas en los años 1950-60 lucieran su ropa. Los campeones de la época tenían sus iniciales bordadas debajo del logo de Fred Perry en el lado del corazón. 
Fuera del mundo del deporte, el polo de Fred Perry incluso se convirtió en una de las prendas favoritas de celebridades como John F. Kennedy o Amy Winehouse.
En la década de 1980, la marca sufrió muchas pérdidas a causa de la falsificación, pasando a manos de varios inversores. Desde 1996, se convirtió en socia de Hit Union4, un grupo textil de Japón, que también colabora con la marca de ropa deportiva Puma, logrando introducirse en los mercados asiáticos. 
En los años 2000, uno de los principales tenistas en usar la marca para los Grand Slam, fue el tenista británico Andy Murray, quien destacó que "Me enorgullece asociarme con la marca Fred Perry y utilizar un atuendo inspirado en uno de mis héroes del deporte".

## Productos

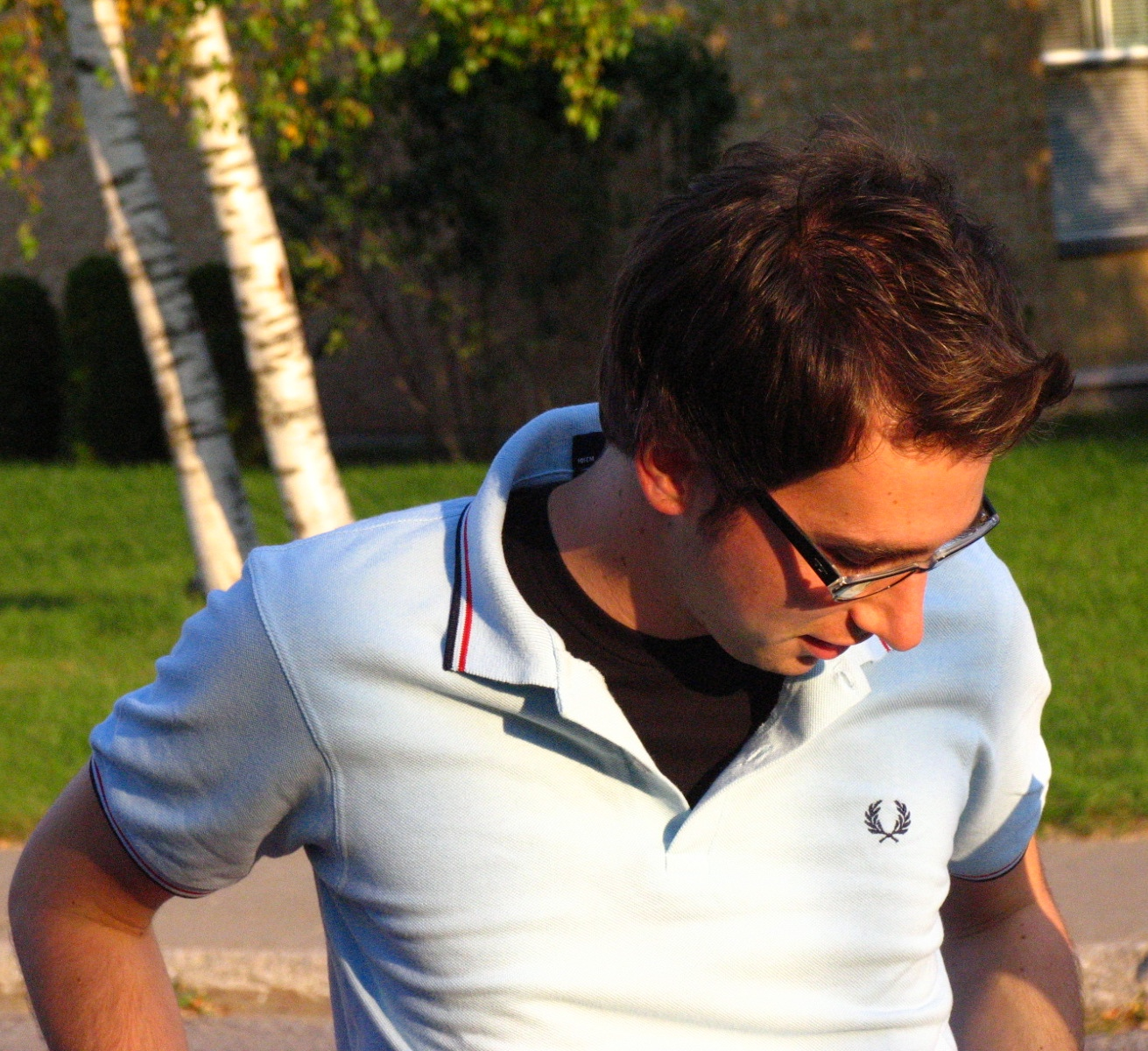
Polo Fred Perry, con la corona triunfal bordada en el corazón.

Aunque la marca tiene los polos como indumentaria más reconocible, así otras prendas deportivas como zapatillas de deporte, la gama se fue ampliando llegando a hacer líneas para el día a día. Cuenta con colaboraciones con diseñadores como Raf Simons, Margaret Howell o con la Amy Winehouse Foundation entre otros.

## Apropiación cultural
En la década de 1960, los polos y camisetas de Fred Perry se convirtieron en el emblema de los mods ingleses, al ser lucidos por grupos como The Kinks, The Who.
Desde la década de 1970, Fred Perry ha atraído a los seguidores del estilo skinheads y hooligans. Los polos de Fred Perry se empezaron a ser particularmente apreciados por los movimientos radicales, tanto por los activistas antifascistas como por los de la extrema derecha, estos últimos atraídos principalmente el logotipo, que refleja su simbolismo que lo asocian al poder e imperialismo, a pesar de que en sus inicios, los primeros que adoptaron la marca, fuera de los terrenos de juego, fueron las juventudes de clase obrera británica en plena postguerra.
En los años 90, dio un cambio radical, volviéndose una prensa de uso casual y llegándose a adoptar por los colectivos LGBT, especialmente notorio en el barrio de Marais de París, conocido por sus tiendas de moda y por el alto creciente presencia gay desde la década de 1980.
En 2019, a raíz de la apropiación por parte del grupo de extrema derecha, Proud Boys como parte de su uniforme en los distintos actos públicos de uno de sus polos, de color negros y bandas amarillas, la marca publicó un comunicado para negar cualquier afiliación. Así mismo, señalaron que su polos habían sido usado, "generación tras generación por diferentes subculturas sin prejuicios" y que ahora, estaban y que "es increíblemente frustrante que este grupo [Proud Boys] se haya apropiado de nuestro polo de punta doble negra / amarilla / amarilla y haya subvertido nuestra corona de laurel para sus propios fines." La dirección tomó la decisión de dejar de vender el polo negro a bandas amarillas en Estados Unidos y Canadá hasta que se deje de ser asociado como el uniforme de Proud Boys.